# Provincia del Chubut

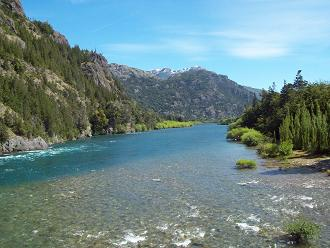
Fiume Futaleufú.

La provincia del Chubut (Talaith Chubut in gallese) è una provincia dell'Argentina. Essa è ubicata nella parte meridionale del nord, si estende nella Patagonia, in senso N-S tra il 42º parallelo (confine con la provincia di Río Negro), e il 46º parallelo di latitudine sud (confine con la provincia di Santa Cruz), e in senso W-E tra il Cile (nella cordigliera delle Ande) e l'Oceano Atlantico, nel suo settore chiamato Mare Argentino.
Il nome della provincia deriva dalla parola tehuelche chupat, che significa "trasparente", corrispondente alla loro descrizione del fiume Chubut.
La maggiore città, con 180 000 abitanti, è Comodoro Rivadavia nel sud della provincia. Il capoluogo amministrativo è Rawson (40.000 abitanti). Altre città importanti sono Puerto Madryn, Trelew, Esquel e Sarmiento. 
Gaiman è un centro culturale e demografico della regione nota come "Y Wladfa" in cui sono concentrati i gallesi-argentini. Le 25 000 persone di lingua gallese nella regione del Chubut sono concentrate negli insediamenti originari gallesi di Trelew e Trevelin.

## Geografia fisica
Confina a Nord con la Provincia di Río Negro, a est si affaccia sull'Oceano Atlantico, a sud confina con la Provincia di Santa Cruz, con la quale condivide le coste del golfo San Jorge, e a ovest con il Cile, da cui è delimitata dalla Cordigliera delle Ande.
Dal punto di vista geografico, la provincia è suddivisa in 4 comarche (comarcas in spagnolo): comarca del Paralelo 42 o de los Andes, comarca della Meseta central, comarca di Virch-Valdes, comarca del Río Senguer-golfo San Jorge.
Questa provincia argentina si caratterizza a livello mondiale per essere sede di due aree naturali qualificate ognuna come patrimonio dell'umanità: nella costa la Penisola di Valdés con abbondanza di cetacei, foche, pinguini, uccelli marini, ecc. e nella cordigliera il parco nazionale Los Alerces (i larici)con montagne innevate, abbondanza di laghi di origine glaciale e densi boschi di conifere di 2600 anni di antichità, enormi conifere (Fitzroya cupressoides) superate oggi dalle sequoie.
Nel centro di questa provincia si trova una regione desertica molto vistosa per le sue geoforme e i variopinti colori delle sue montagne. Vi si trova il parco provinciale Valle de Los Altares (Valle degli altari) conosciuto anche come Valle de Las Ruinas (Valle delle Rovine perché le sue geoforme naturali molte volte ricordano rovine di insediamenti umani); un'altra attrattiva naturale molto interessante è costituita dalle riserve naturali di boschi pietrificati.

## Clima
La provincia di Chubut ha un clima temperato durante l'estate australe, con zone aride nel centro e con zone piovose e nevose nell'ovest, dovuto all'esistenza di boschi di conifere e Fagaceae nell'estremità occidentale andina. L'inverno (dal 21 giugno al 21 settembre) normalmente è molto freddo (fino a -40 °C) con grandi nevicate nella zona centrale continentale e nella zona andina . Ben più mite lungo la costa con medie giornaliere sopra gli 0 °C.

## Storia
L'esteso territorio di questa provincia fu popolato dagli indoamericani chonk o aonikenk e già alla fine del XVIII secolo la zona della penisola Valdés albergò una colonia spagnola, ma nella seconda metà del XIX secolo i suoi territori furono occupati dai mapuche, dopo sanguinose battaglie. Nel 1865 il governo argentino riuscì a consolidare il suo dominio con lo stabilimento delle prime colonie di immigrati gallesi. Nell'anno 1901 fu ufficialmente fondata la città di Comodoro Rivadavia, che iniziò a godere di una certa prosperità dal 1907, quando fu scoperto un giacimento petrolifero. La zona di Sarmiento e altre aree accolsero migranti Boeri, giunti dopo la guerra angloboera, e un'altra gran quantità di migranti di origine europea tra i quale risaltano italiani e spagnoli.

## Amministrazione

### Dipartimenti

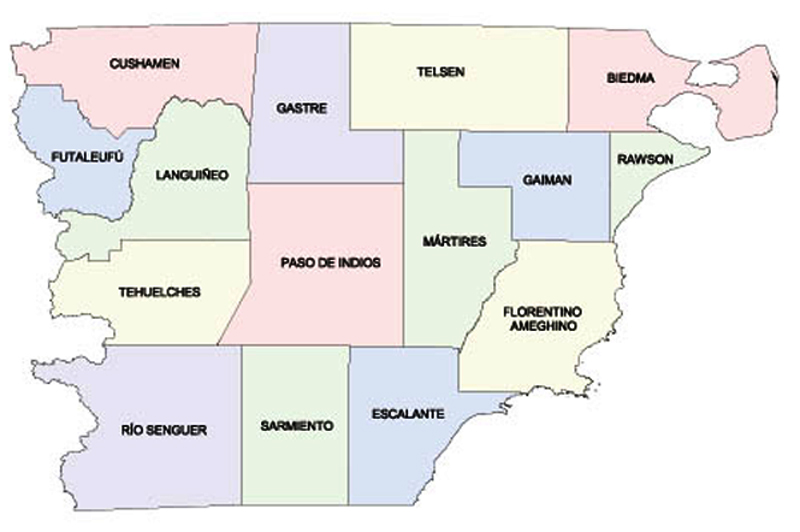
Dipartimenti della provincia del Chubut

La provincia del Chubut è divisa in 15 dipartimenti:
1. Cushamen (Cushamen)
2. Escalante (Comodoro Rivadavia)
3. Florentino Ameghino (Camarones)
4. Futaleufú (Esquel)
5. Gaiman (Gaiman)
6. Gastre (Gastre)
7. Languiñeo (Tecka)
8. Mártires (Las Plumas)
9. Paso de Indios (Paso de Indios)
10. Rawson (Rawson)
11. Río Senguer (Alto Río Senguer)
12. Sarmiento (Sarmiento)
13. Tehuelches (José de San Martín)
14. Telsen (Telsen)
15. Biedma (Puerto Madryn)

### Comuni
Ogni dipartimento della provincia è composto di comuni (municipios), comisiones de fomento e comuni rurali (comunas rurales o villas). I comuni, a loro volta, a seconda del numero di abitanti, si distinguono in comuni di prima e seconda categoria. Estese porzioni di territorio, comprensive di diversi pueblos, non sono soggette ad alcuna giurisdizione municipale.